# Los mexicanos vistos por sí mismos
Los mexicanos vistos por sí mismos fue una obra escrita en México por varios autores publicada en 1855, proyecto de Manuel Murguía Romero, basado en otros similares: en Inglaterra (1838-1841, Heads of the People; or Portraits of the English), en Francia (primero, la traducción de la publicación británica y luego, en 1839, la publicación equivalente acerca de la sociedad francesa), en España (inicialmente, acerca de la sociedad española, en 1843 y 1844, en dos volúmenes) y en Cuba (Las habaneras pintadas por sí mismas en miniatura, en 1847, y Los cubanos pintados por sí mismos, 1852). Los textos mexicanos comenzaron a publicarse como un solo volumen escrito por varios autores, entre ellos Juan Ignacio Paulino Ramírez Calzada "El Nigromante" (IR), Niceto de Zamacois, Juan de Dios Arias (JDA), Hilarión Frías y Soto (HFS), José María Rivera (José María Hipólito Casiano Agustín Rivera y Río) y Pantaleón Tovar. Los textos aparecieron acompañados de litografías de Hesiquio Iriarte y Zúñiga, Andrés Campillo y Manuel Murguía. El tema central es la descripción de personajes diversos de la sociedad mexicana de la época.

## Tipos descritos
- el abogado (IR)
- el aguador (HFS)
- el alacenero (IR)
- el arriero
- el barbero
- el cajero (JDA)
- el cajista
- el cargador (JDA)
- la casera
- la chiera (JMR)
- la china
- el cochero
- el cómico de la legua
- la coqueta (IR)
- la costurera
- el criado
- el escribiente
- la estanquillera (IR)
- el evangelista (JDA)
- el jugador de ajedrez (IR)
- la lavandera
- el maestro de escuela
- el mercero
- el ministro (JDA)
- el ministro ejecutor (JDA)
- el músico de la cuerda
- el panadero
- la partera (JDA)
- el poetastro
- el pulquero
- el ranchero
- la recamarera
- el sereno
- el tocinero (JDA)
- el vendutero[5]

## Ediciones
- VV. AA., Los mexicanos pintados por sí mismos. Tipos y costumbres nacionales por varios autores. México: Centro de Estudios de Historia de México, Condumex, 1989, 301 pp.[6]

## Ligas externas
- Imagen de la portada de la edición de Manuel Murguía de Los mexicanos vistos por ellos mismos: tipos y costumbres nacionales
- Página de Wikiquote sobre Los mexicanos vistos por sí mismos